# Didymodon japonicus
Didymodon japonicus är en bladmossart som beskrevs av K. Saito 1975. Didymodon japonicus ingår i släktet lansmossor, och familjen Pottiaceae. Inga underarter finns listade i Catalogue of Life.